# Мутер, Теодор
Теодор Мутер (15 августа 1826, Роттенбах — 26 ноября 1878, Йена) — германский юрист, учёный-правовед, преподаватель и научный писатель.
Окончил гимназию в Кобурге, с 1847 года изучал право в Йене и Эрлангене, где получил докторскую степень. Завершив обучение и сдав квалификационный экзамен, с 1852 года был адвокатом в Кобурге. Вскоре решил переехать в Берлин, но в 1853 году, избрав карьеру педагога, начал в звании приват-доцента преподавать право в университете Галле (в том же году габилитировавшись в этом учебном заведении), в 1856 году стал экстраординарным профессором в Кёнигсберге, с 1863 года — ординарным профессором в Ростоке, а в 1872 году в том же звании перешёл преподавать в университет Йены. Отличался консервативными и религиозными взглядами, в 1856—1863 годах активно участвовал в общественно-политической жизни Пруссии, впоследствии отойдя от активной деятельности в этом направлении, хотя горячо поддержал образование Германской империи. На протяжении своей жизни был дважды женат, в 1873 году пережил смерть сына, что негативно отразилось на его здоровье, и вскоре он перенёс инсульт, от которого не смог оправиться. Скончался от отёка лёгких.
Был известен как крупный учёный-правовед, основными темами его исследований были римское и (в более поздний период жизни) средневековое немецкое право. Главные труды: «Die Ersitzung der Servituten» (Эрланген, 1852), «Zur Lehre von der römischen Actio» (1857); «Die Gewissensvertretung im gemeinen deutschen Recht» (1860), «Aus dem Universitäts- und Gelehrnenleben im Zeitalter der Reformation» (Эрланген, 1866), «Römisches und Kanonisches Recht im deutschen Mittelalter» (Росток, 1871), "Zur Geschichte des römisch-kanonischen Prozesses in Deutschlan"d (1872), «Zur Geschichte der Rechtswissenschaft und der Universitäten in Deutschland» (Йена, 1876). Кроме того, им было написано несколько биографий юристов для издания «Allgemeine Deutsche Biographie», также он занимался изучением истории и истории литературы.